# Bollerborn

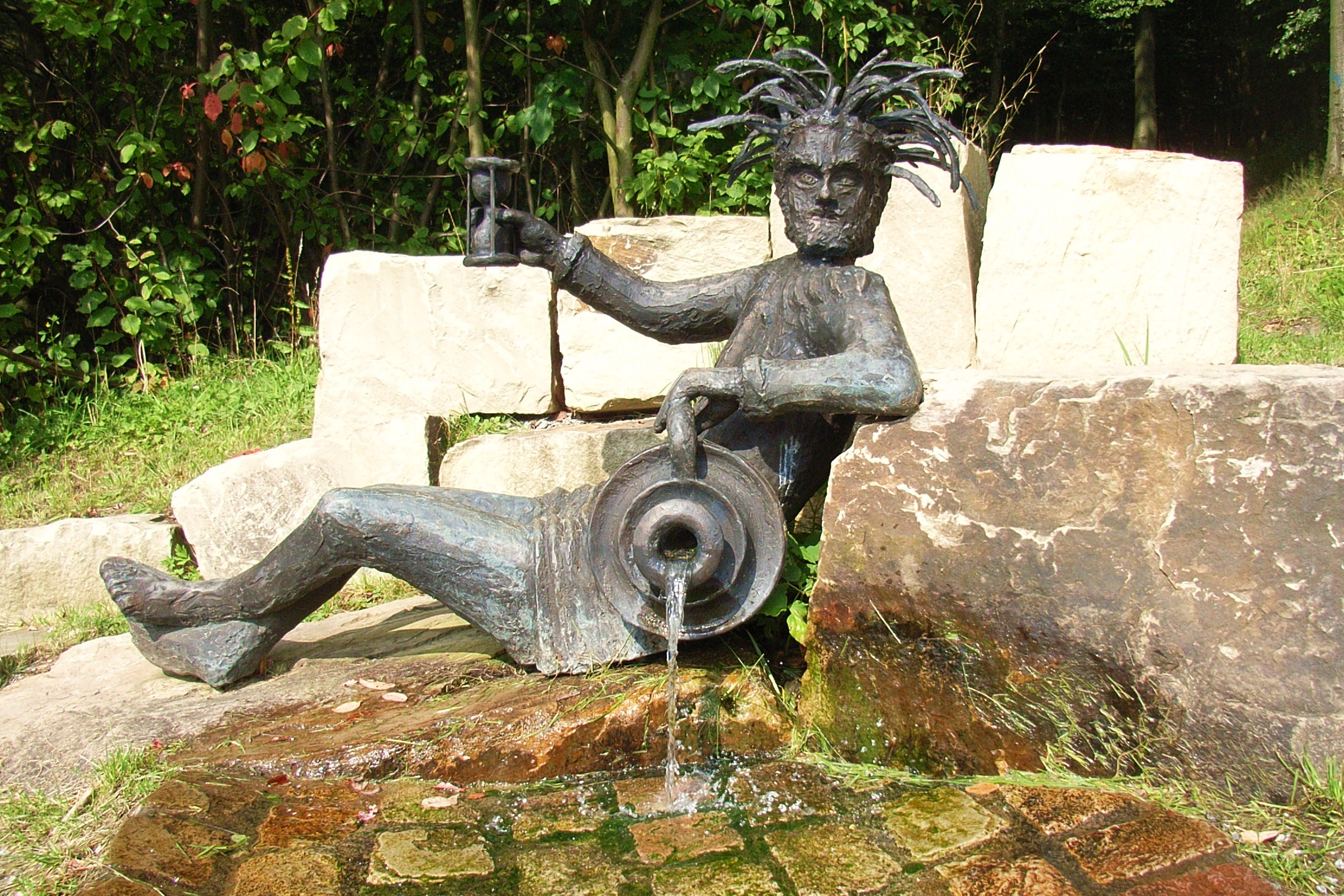

Die Bollerbornquelle ist eine Brunnenanlage in der Gemeinde Altenbeken.
Der Brunnen mit Kreuz und Inschriftenplatte wurden im Jahr 1986 unter Denkmalschutz gestellt.
Die Quelle war bis ins 17. Jahrhundert für ihre unregelmäßigen Ausschüttungen bekannt. Angeblich hat der Bollerborn oder Bullerborn im Jahr 1638 diese Eigenart aufgegeben und seither regelmäßig Wasser gespendet. Heute wird die Quelle, die bis 1887 die sogenannte Obermühle am Bollerbornbach, einem Zufluss der Beke, getrieben hat, für die Wasserversorgung genutzt.

## Geschichte und Legenden

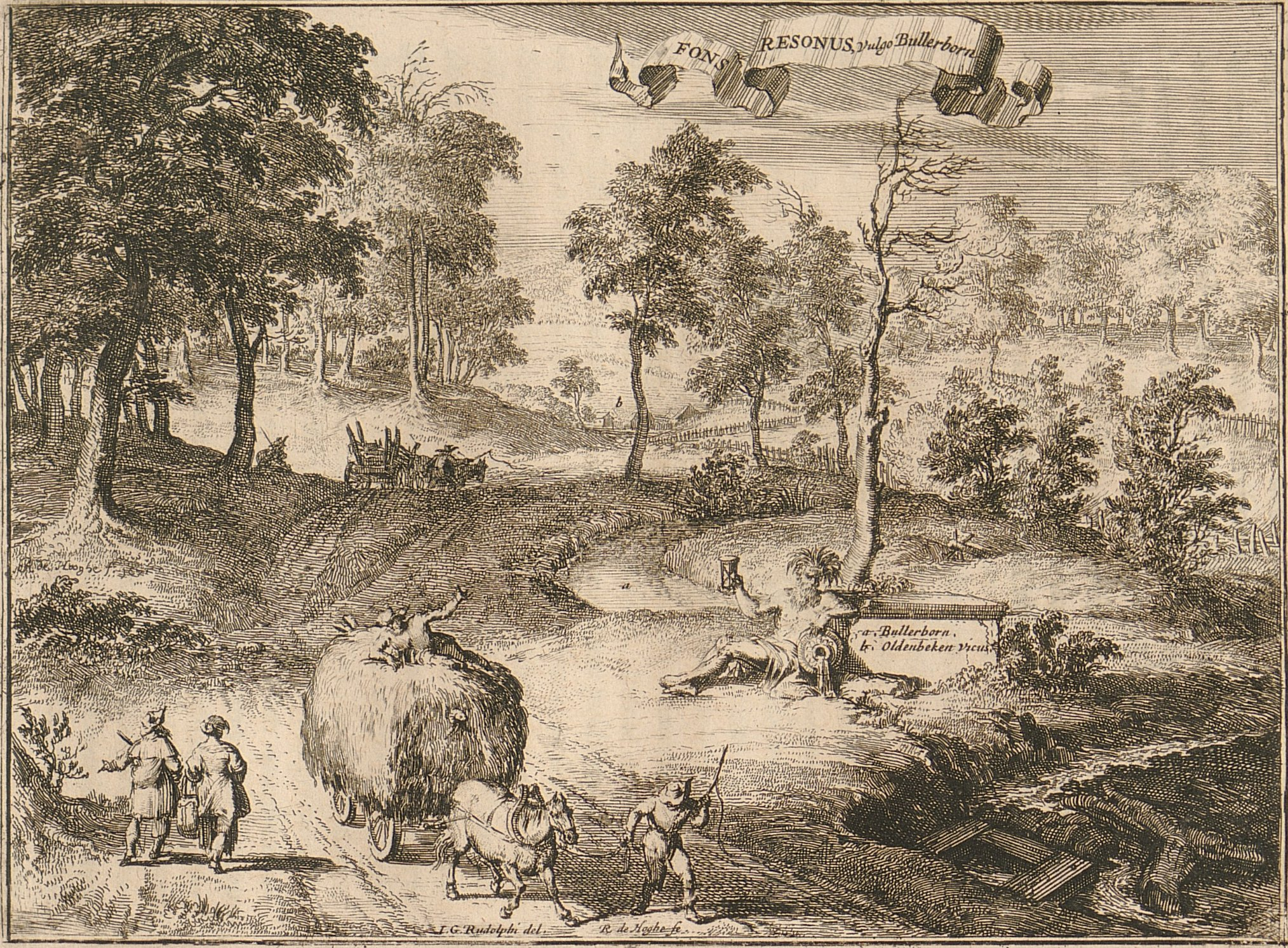
Der Bullerborn in den Monumenta Paderbornensia (1672).

Die Quelle hat eine kulturhistorische und ortsgeschichtliche Bedeutung. Laut Ortschronik fand in Altenbeken vom 1. bis 3. November 1872 die 1100-jährige Jubelfeier zur Erinnerung an die Einführung des Christentums in Westfalen statt. In feierlicher Prozession zog man zum Bollerborn und errichtete über der Quelle ein hölzernes Kreuz. Im Jahr 1877 wurde dieses Kreuz durch ein der örtlichen Eisenhütte gegossenes Eisenkreuz ersetzt und am Fuß eine Eisenplatte mit einer Inschrift angebracht.
Nach schriftlicher Überlieferung hat diese Quelle, die in alter Zeit den Namen „Fons Resonus, vulgo Bullerborn“ führte, nicht regelmäßig Wasser gespendet. Viele Gelehrte haben in den vergangenen Jahrhunderten den periodischen Born am Fuße des Eggegebirges aufgesucht und darüber geschrieben. So wird berichtet, dass Karl der Große nach der Einnahme der Eresburg (772) zur Weser vorrückte und zwischen Kleinenberg und Willebadessen lagerte, wo noch jetzt die Karlschanze an ihn erinnert. Hier weilte er drei Tage und zerstörte die Irminsul. Wegen der Dürre und Trockenheit aller Quellen erlitt das Heer großen Durst. Da trat plötzlich an dieser Stelle eine Quelle hervor, sodass sich das Heer „satt“ trinken konnte. Stundenlang warf die Quelle mit großem Getöse und Rauschen eine große Wassermenge aus und lag dann ebenso lange wieder trocken. Es wird weiter berichtet, dass der Paderborner Fürstbischof Theodor von Fürstenberg mit großem Gefolge im Jahr 1577 die als Naturwunder bekannte Quelle besuchte und hier am Quellenmund ein Gastmahl hielt. Während es sich die Herrschaften im Schatten der hohen Bäume gemütlich gemacht hatten, brachen plötzlich aus dem Quellenmund, der schon lange kein Wasser mehr gespendet hatte, große Wassermassen mit „donnerähnlichem Getöse“ hervor, die den Lagerplatz in wenigen Minuten überschwemmten.